# Bahía de Neiba
Bahía de Neiba är en vik i Dominikanska republiken.   Den ligger i provinsen Barahona, i den södra delen av landet, 110 km väster om huvudstaden Santo Domingo.